# Rolling Stone Brasil
Rolling Stone Brasil é um atual portal de notícias brasileiro e uma antiga revista publicada no mesmo país entre 2006 e 2018 pela editora Spring. É uma das diversas versões internacionais da Rolling Stone, publicada nos Estados Unidos desde 1967.
Esta é a segunda versão publicada no Brasil: em 1972 a revista havia sido editada de forma independente mas sem ser licenciada pela original, sendo considerada uma versão "pirata" da Rolling Stone.
Em maio de 2018, foi anunciado o fim da publicação mensal da Rolling Stone Brasil, mantendo somente as edições especiais impressas. A última edição mensal foi a de número 144, publicada em setembro de 2018 (2 meses após a penúltima, com a cantora Pitty), com a manchete "Presente & Futuro da Música", tendo ensaio de capa com a participação de Gloria Groove, MC Loma e as Gêmeas Lacração, Cynthia Luz, Hungria Hip-Hop, Gustavo Mioto e o empresário e produtor musical Emmanuel Zunz, fundador da ONErpm.

## Prêmios
Prêmio Vladimir Herzog
Menção Honrosa do Prêmio Vladimir Herzog por Revista
| Ano  | Obra            | Veículo de mídia      | Autor                 | Resultado |
| ---- | --------------- | --------------------- | --------------------- | --------- |
| 2010 | "Terra sem lei" | Revista Rolling Stone | Carlos Juliano Barros | Venceu    |

Outros
- 24º Prêmio Veículos de Comunicação – Revista Jovem
- 23º Prêmio Veículos de Comunicação – Revista Jovem
- 21º Prêmio Veículos de Comunicação – Revista Jovem
- 20º Prêmio Veículos de Comunicação – Lançamento do Ano
- Prêmio Caboré 2008 – finalista na categoria Veículo de Comunicação de Mídia Impressa

## Listas de aniversário
A revista publicou diversas listas sobre a música brasileira, geralmente celebrando o aniversário da publicação em outubro:
- 2007 (1 ano): 100 maiores discos da música brasileira
- 2008 (2 anos): 100 maiores artistas da música brasileira
- 2009 (3 anos): As 100 Maiores Músicas Brasileiras
- 2012 (6 anos): As 100 Maiores Vozes da Música Brasileira

A exceção foi  30 maiores ícones brasileiros da guitarra e do violão, complementando a lista da Rolling Stone americana dos 100 maiores guitarristas em fevereiro de 2012.

## Edições de colecionador
- 2010 : 500 Maiores Músicas de Todos os Tempos - Internacionais''
- 2012: Os 100 Melhores Artistas de Todos os Tempos'
- 2012: Divas Internacionais'
- 2012: Elvis'
- 2012: O Hobbit: O Guia Definitivo'
- 2013: Beatles: As 100 Maiores Canções
- 2013: John Lennon: O Guia definitivo para a vida e a música da lenda'
- 2013: Bob Dylan: As 100 Maiores Canções
- 2014: Pink Floyd